# Directmedia Publishing
Directmedia Publishing GmbH är ett förlag baserat i Berlin, som huvudsakligen utger elektroniska textsamlingar inom humaniora.
Förlaget grundades i januari 1995 av Ralf Szymanski (direktör) och Erwin Jurschitza tillsammans med Michael Bartos, Joaquim Moreira Dos Santos och Konstantin Kryschanowski. I samarbete med förlaget Reclam i Stuttgart utvecklade Directmedia serien Reclam Klassiker auf CD-ROM, omfattande monografier ur tyskspråkig litterär kanon i elektronisk fulltext tillsammans med inläsningar som ljudbok.
Utgivningsprogrammet har sin tyngdpunkt i serien "Digitale Bibliothek" som omfattar textsamlingar inom humaniora och lexikon. Sedan 1997 har omkring 200 titlar utkommit på CD-ROM och DVD-ROM, som samtliga läses med den bifogade programvaran Digibib under Microsoft Windows och Mac OS. En GPL-licensierad variant för GNU/Linux av läsprogrammet föreligger sedan våren 2005 i betaversion.
Directmedia var det första förlaget som utgav innehållet från Wikipedia, den fria encyklopedin, i fast form på skiva. Det var i oktober 2004 som tyska Wikipedia utkom på CD-ROM i serien Digitale Bibliothek. Den 6 april 2005 kom en uppdaterad version på DVD-ROM. En tredje versionen föreligger sedan november 2005 som bilaga till den tyska boken Wikipedia - Das Buch. Arbetet med denna utgivning har skett i samarbete med användargemenskapen på tyska Wikipedia, något som odlas vidare inom den nya utgivningsserien WikiPress.
En systerfirma till Directmedia är Zenodot Verlagsgesellschaft mbH, som sedan 30 september 2007 driver webbplatsen Zeno.org (uttalas zeno-dot-org), där man finner ett stort digitalt bibliotek av äldre inscannade böcker, bland annat flera tyskspråkiga uppslagsverk. Dessa försäljs också på CDROM och DVD, men är gratis att söka och läsa på webben. Namnet kommer från grammatikern Zenodotos från Efesos, bibliotekarie i Alexandria.